# 警部
警部為日本警察官之階級之一，位於警視之下、警部補之上，相當於自衛隊的三佐（少校）至一尉（上尉）。

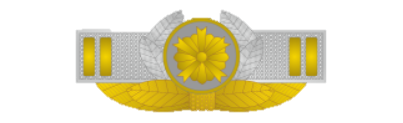
警部的階級章

其職位包括警察本部之系長至副課長、警察署之課長、派出所所長等。警察組織之階級金字塔中結構中、警部以上之人員為數相當少。階級為警部以上者、享有逮捕狀申請權。普通警員中，有能力的現場警員一般於30歲後半～40歲升任為警部。
任職警部有兩種管道：普通組和特考組，普通組是警部補任滿4年後，先3個月研修、8個月實習，再1個月研修，可升警部。另一種是官僚組（キャリア (国家公務員)），也就是國家公務員（國家公務員I種合格者）在入职后经过4个月研修、12个月基层警察署和交番(派出所)执勤和1个月警察大学校学习后，自動昇為警部。理論上，只需要1年5个月就可晋升为警部。

## 職位
- 警察廳
  - 係長
- 警視廳本部
  - 係長
  - 機動隊・隊編成執行隊 中隊長
- 道府縣警察本部（警察局）
  - 次長(次席)・課長補佐・係長・調查官等
  - 機動隊・隊編成執行隊 中隊長
  - 各隊 副隊長等
- 警察署
  - 副署長、次長、幹部交番所長、課長[注 1]、課長代理等

## 相等職級
- 香港督察級（日本警部英譯「Chief Inspector」，同香港的總督察）
- 中華民國警察初階警官的二線二星（第七、八序列職務；職銜：中隊長、警備隊長、所長、警務員）、中階警官的二線三星（第六序列職務；職銜：組長、偵查隊長、主任）。
- 美國警察，因為警察為各州治安事務，各州警察階級或有不同，以加州洛杉磯警察局或紐約州紐約市警察局為範例，相對應之警察階級者為副警監（Lieutenant）。

## 有名之實際人物
齋藤一（1844年2月18日（天保十五年1月1日）－1915年（大正四年）9月28日）
幕末新選組三番隊組長。明治時期 領 勲七等青色桐葉章。明治21年（1888年）任 麻布警察署 詰外勤警部，明治25年（1892年）12月離職。

## 有名之虛構人物
日本 推理小説、推理劇及動漫作品中常常有把劇中人物設為警部的情況：
- 電視劇
  - 朝日電視台電視劇《相棒》：杉下右京

- 動漫
  - 秋本治作品《烏龍派出所》：石頭鐵岩（葛飾警察署交通課課長）、海豚刑事（警部→警視）、熱褲刑事（警部→警視）、月光刑事（警部→警視）、美茄子刑事（警部→警視）、少女漫畫刑事（警部→警視）
  - 加藤元浩作品《神通小偵探》（原名：Q.E.D. 証明終了）：水原幸太郎
  - 青山剛昌作品《名偵探柯南》：目暮十三、白鳥任三郎、大瀧悟郎、橫溝參悟、橫溝重悟、山村操、中森銀三、安室透
  - 佐藤文也/金成陽三郎/天樹征丸作品《金田一少年事件簿》：劍持勇、俵田孝太郎、茅杏子、長島滋、豬川將佐
  - 加藤一彥作品：《魯邦三世》：錢形幸一
  - 藤島康介作品《逮捕令》：交通課課長（原名：花蝶）、德野課長
  - 三肉必起·牙霸子作品《拳願阿修羅》：阿古谷清秋

- 小說
  - 東野圭吾作品：《伽利略系列》：草薙俊平、內海薰
  - 西村京太郎作品：十津川省三